# Hostégesis de Málaga
Hostégesis (m. 864) foi um bispo do Alandalus (Hispânia) na cidade de Málaga entre 854 e 864. Teria se envolvido numa polêmica com o abade Sansão de Pina Melária na qual acusou o último de blasfêmia e isso terminou em acusações formais contra ele perante um concílio em 862. Sansão, por sua vez, dedicou boa parte de seu Apologético para criticá-lo, denunciando-o como forte colaborador dos árabes e por conduzir censo dos cristãos em sua diocese com o intuito de lhes cobrar impostos. Dos parentes de Hostégesis se conhece seu pai Avurno, seu tio de nome incerto que atuou como bispo em Granada e Servando, a quem estava relacionado devido a um casamento.